# Американская щука
Американская щука, или краснопёрая щука (лат. Esox americanus) — вид лучепёрых рыб семейства щуковых. Распространена только в восточной части Северной Америки. Различают два подвида: северную краснопёрую щуку (лат. Еsox americanus americanus, англ. redfin pickerel) и южную, или травяную (лат. Еsox americanus vermiculatus, англ. grass pickerel), живущую в бассейне Миссисипи и других рек Мексиканского залива.
Два подвида очень похожи, но у травяной щуки нет оранжево-красной окраски плавников. Предпочитает старицы, запруженные участки рек с сильно развитой растительностью. Внешне она отличается более коротким рылом, небольшими размерами, до 30—45 см. Половой зрелости достигают при длине 13—15 см, в возрасте 2—3 года. Достигают длины 40 см и веса до 1 кг. Продолжительность жизни не более 10 лет.